# Плодоїд рубінововолий
Плодоїд рубінововолий (Pyroderus scutatus) — вид горобцеподібних птахів родини котингових (Cotingidae).

## Поширення
Вид фрагментарно поширений в Аргентині, Бразилії, Колумбії, Еквадорі, Гаяні, Парагваї, Перу та Венесуелі. Його природне місце існування — середня товща і підпокров субтропічних або тропічних вологих рівнинних лісів, субтропічні або тропічні вологі гірські райони; до висоти 850 м на сході і до 2200 м на схилах Анд.

## Опис
Самець завдовжки 38-43 см, самиця 35,5-39,5 см. На південному сході Південної Америки, на північ від Венесуели до східних Анд Колумбії, він повністю чорний з великим яскраво-вогненно-червоним нагрудником, що прикриває горло та верхню частину грудей, з певним ефектом луски. В інших місцях нижня частина переважно червоно-каштанова.

## Спосіб життя
Харчується фруктами або великими членистоногими, яких ловить під час польоту або сидячи.

## Підвиди
- Pyroderus scutatus occidentalis (Chapman, 1914) — західні Анди та західний схил центральних Анд Колумбії та західний схил на північному заході Еквадору.
- Pyroderus scutatus granadensis (Lafresnaye, 1846) — Серранія-дель-Періха (на кордоні Колумбії та Венесуели), північна та західна Венесуела (Анди та прибережні гори на схід від Федерального округу), а також у східних Андах і на східному схилі Центральних Анд Колумбії.
- Pyroderus scutatus masoni (Ridgway, 1886) — східне Перу.
- Pyroderus scutatus orenocensis (Lafresnaye, 1846) — північна Венесуела і прилегла північна Гаяна.
- Pyroderus scutatus scutatus (Shaw, 1792) — південно-східна Бразилія, на схід Парагваю та північний схід Аргентини.